# Tetsuya Harada

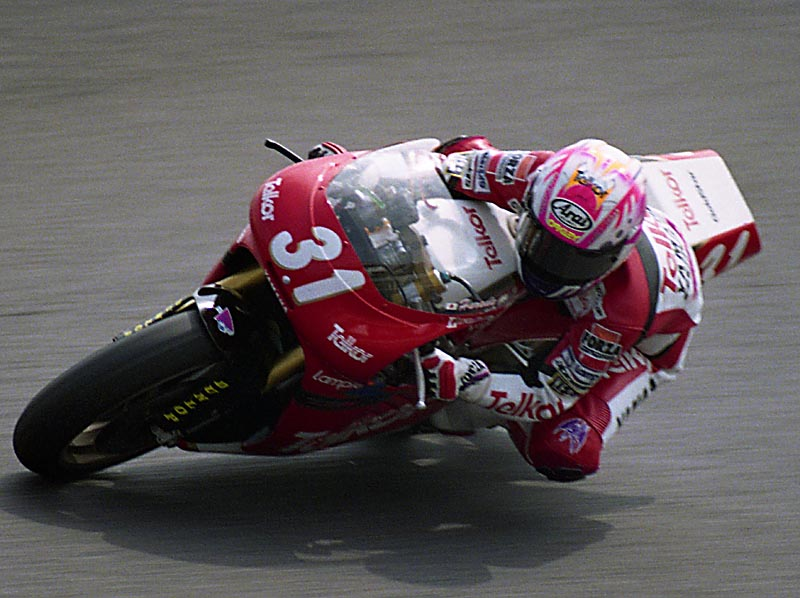
Harada op Yamaha bij de Grand Prix van Japan 1993

Tetsuya Harada (Japans: 原田 哲也, Harada Tetsuya) (Chiba, 14 juni 1970) is een voormalig Japans motorcoureur.
Harada, die sinds 1990 deelnam aan het Japans kampioenschap in de 250cc-klasse werd in 1992 kampioen in diezelfde klasse. Zijn goede prestaties leverden hem in 1993 een plekje op in de 250cc-klasse van het wereldkampioenschap wegrace. In zijn debuutjaar won Harada op Yamaha met vier overwinningen en 197 punten het wereldkampioenschap met slechts vier punten voorsprong op Loris Capirossi. In 1995 werd Harada met Aprilia achter Max Biaggi vice-wereldkampioen en na eveneens tweede te worden in 2001 beëindigde hij zijn actieve carrière.